# Chiesa di Santa Lucia in Selci
Santa Lucia in Selci è una delle chiese di Roma, posta nel rione Monti.

## Storia
Situata sul colle dell'Esquilino, in un avvallamento non lontano dal Viminale, Santa Lucia in Selci è così chiamata per la sua vicinanza con l'antica Via Labicana (ora Via Casilina), la strada che conduceva alla Campania, il cui suolo era rivestito in pietra già dall'antichità.
Oggi l'antica strada (che coincideva in parte con lo scosceso Clivus Suburanus citato da Marziale) scende parallela alla via Cavour, aperta alla fine del XIX secolo, per cui il contesto ambientale della chiesa conserva ancora, nel suo singolare isolamento, la pittoresca suggestione della Roma preunitaria.
La chiesa fu fondata da papa Simmaco (VI secolo), ed ebbe in antico diversi nomi, tutti indicativi dell'antichità del luogo in cui si ergeva. È citata nel Catalogo di Cencio Camerario con una rendita di XVIII denari.

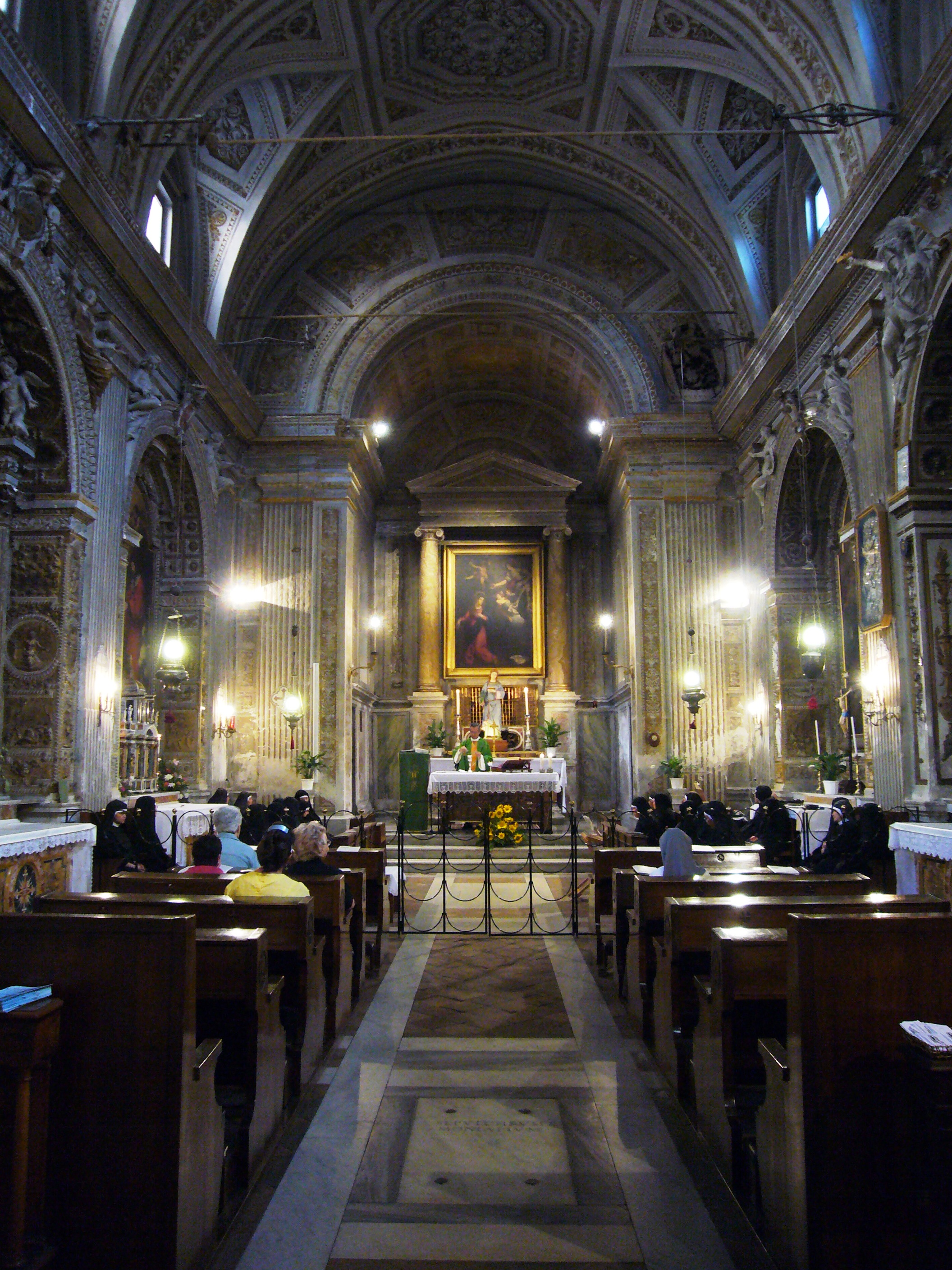
Interno

La chiesa fa parte di un antichissimo monastero fortificato (come diversi altri in Roma: si pensi ai Santi Quattro) costruito su un edificio romano - di cui sono evidenti le tracce negli archi tamponati e nei pilastri di travertino ancora visibili nello spesso muro - appartenuto prima ai Benedettini, poi ai Certosini, poi, dal XVII secolo, alle monache Agostiniane che ancora lo tengono.
La chiesa agostiniana fu completamente ricostruita agli inizi del XVII secolo da Carlo Maderno. 
Nel 1637-1638 l'edificio fu poi restaurato da Francesco Borromini; dal 1628 al 1639 l'architetto lavorò per opere di decorazione alla cappella della Trinità su incarico di suor Clarice Vittoria Landi.
All'interno si segnala pure una pala con il Martirio di Santa Lucia di Giovanni Lanfranco.